# ريتوربيدو (بافيا)
ريتوربيدو (بالإيطالية: Retorbido)‏ هي بلدة تقع في مقاطعة بافيا بإقليم لومبارديا في شمال إيطاليا. تبلغ مساحة هذه المدينة 11.7 (كم²)، وترتفع عن سطح البحر م، بلغ عدد سكانها 1242 نسمة في عام 2004 حسب إحصاء المعهد الوطني للإحصاء.

## السكان
في سنة 1861 بلغ عدد السكان 1٬203 نسمة، وتطور العدد ليصل في سنة 2011 لـ 1٬506 نسمة.
يظهر هذا المخطط البياني تطور النمو السكاني لـ ريتوربيدو (بافيا)